# Bariera antitunel de la frontiera dintre Israel și Fâșia Gaza
Bariera antitunel, Obstacolul sau Zidul inteligent la frontiera dintre Israel și Fâșia Gaza (în ebraică:המכשול נגד מנהרות בגבול רצועת עזה - Hamikhshol) sau  (הקיר החכם - Hakir hehaham)
 este un zid construit de Israel, cu tehnica peretelui subteran mulat, de-a lungul frontierei de 40 km cu Fâșia Gaza cu scopul de a împiedica organizațiile dușmane palestiniene de luptă și teroare din Fâșia Gaza, mai ales Hamas și Jihad Islami, de a se infiltra în Israel prin săparea de tuneluri dedesubtul frontierei. Proiectul a inclus excavarea la adâncimi clasificate și construcția unui zid gros de beton, combinat cu senzori și instrumente de alarmă. 
Bariera subterană antitunel și 81% din bariera deasupra solului au fost terminate în martie 2021.
 Întregul proiect a fost finalizat în decembrie 2021. 
Proiectul a fost estimat la un cost între 3 miliarde de shekeli (833 milioane de dolari) și 3,5 miliarde de șekeli (1,11 miliarde de dolari).
El a necesitat 2 milioane de metri cubi de beton și 140.000 tone de  fier și oțel.
El a fost construit în întregime pe partea israeliană a frontierei.

## Context
Din cauza eficienței barierei existente („Zidul de fier”) de la frontieră în împiedicarea strecurării de militanți palestinieni în Israel, organizația islamistă Hamas, aflată la conducerea Fâșiei Gaza din 2007, a adoptat o strategie a săpării de tuneluri pe dedesubtul barierei. La 25 iunie 2006 palestinienii au utilizat un tunel de 800 metri lungime, pe care l-au construit vreme de mai multe luni, pentru a se strecura în Israel. Palestinienii infiltrați au atacat o unitate israeliană de patrulare blindată, au ucis doi soldați israelieni și au capturat unul, numit  Ghilad Shalit.
Între ianuarie-octombrie 2013 au fost identificate alte trei tuneluri palestiniene, două dintre ele fiind pline de explozive. 

În timpul Războiul dintre Israel și Fâșia Gaza (2014) Israelul s-a lovit de militanți ai Hamas care au răsărit din tuneluri pe teritoriul său, și au atacat soldați de a lungul frontierei. După război, Israelul a localizat și distrus 32 tuneluri. În 2018, Israelul a mai distrus trei tuneluri noi.

## Bariera subterană
Bariera antitunel a fost construită ca răspuns la marele număr de tuneluri săpate de Hamas, care nu a aveau alt scop decât pătrunderea în teritoriul Israelului. La mijlocul anului 2017 Israelul a început zidirea zidului subteran la câțiva metri în pământ. 
Bariera a fost echipată cu senzori care trebuiau să detecteze săparea de tuneluri.

În octombrie 2020 senzorii din bariera subterană au identificat un tunel al Hamas.
Un oficial militar israelian a calificat acel tunel "cel mai semnificativ tunel pe care l-am văzut până astăzi, atât în termeni de adâncime cât și ca infrastructură"

Într-un film festiv cu ocazia inaugurării barierei subterane in decembrie 2021, generalul de brigadă Eran Ofir , comandantul administrației frontierelor și liniilor de separare a enumerat cele cinci componente ale barierei: "un zid de beton subteran care împiedică trecerea de tuneluri...un zid inteligent..nu numai obstacol fizic, ci înzestrat cu tehnologie..al doilea component- un obstacol deasupra solului care împiedică trecerea pe uscat, un obstacol foarte masiv, al treilea - un sistem de radaruri și camere de luat vederi, al patrulea - camere de criză pentru regimente, brigăzi și divizii și al cincilea - obstacolul maritim, care permite împiedicarea oricărei pătrunderi pe mare în Statul Israel... Eu pot să anunț pe locuitorii regiunii de frontieră cu Gaza că avem astăzi un obstacol care va împiedica pătrunderea in Statul Israel.."
Ministrul apărării Beni Gantz și șeful statului major al armatei, Aviv Kohavi s-au alăturat la asigurările de securitate date locuitorilor, iar șeful opoziției, Binyamin Netanyahu, a afirmat că „deja cu cinci ani în urmă el a prezentat în cabinet propunerea pentru ridicarea gardului subteran".

## 7 octombrie 2023
La 7 octombrie 2023, sâmbătă dimineață, când evreii aveau sărbătoarea religioasă Simhat Tora, oamenii Hamasului au lansat deasupra solului operațiunea Potopul Al Aqsa. Ei au tăiat cu discuri gardul, i-au provocat distrugeri cu mici încărcături explozive și l-au doborât cu tractoare, au pătruns prin spărturi cu motociclete, vanuri și biciclete, au neutralizat cu focuri de armă și cu drone explozive radarurile și camerele de luat vederi, s-au năpustit și au cucerit prin surprindere poziții militare și comandamente ale brigăzilor și ale diviziei, inclusiv camerele de criză sofisticate, i-au măcelărit pe soldații și soldatele, aflați acolo, mulți din ei recrutați recent, iar obstacolul maritim l-au ocolit cu bărci de gumă, ajungând și în așezarea litorală Zikim unde au omorât, de asemenea civili și militari. Obstacolul subteran antitunel a rămas neatins.  Un număr mare de localități israeliene de frontieră au fost ocupate de dușmani, care au ucis peste 1.200 civili și circa 300 militari, au  răpit circa 240 de civili de toate vârstele și soldați.